# Јоил (пророк)
Пророк Јоил (хебр. יואל) је био пророк древног Израела, други од дванаест мањих пророка и аутор Књиге пророка Јоила.
Он се помиње по имену само једном у књигама Старог завета (Јоил 1:1). Име Јоил на јеврејском значи  „онај коме је Господ Бог“.
Време његовог живота је непознато, може бити да је живео између 9.  и 5. века п. н. е., у зависности од датирања старозаветне књиге. Живео је у Јудеји и, судећи по значај у његовом пророчанству, био је сасвим везан за старозаветни храм. 
У православном календару, Пророк Јоил празнује се 19. октобра. 